# Jack Taylor (acteur)
Pour les articles homonymes, voir Jack Taylor.
Jack Taylor, né le 21 octobre 1936 à Oregon City (Oregon), est un acteur américain surtout connu pour avoir joué dans de nombreux films d'exploitation espagnols à petit budget des années 1970, en particulier plusieurs films réalisés par le cinéaste Jesús Franco,.

## Filmographie

### Acteur de cinéma
- 1958 : La torre de marfil d'Alfonso Corona Blake
- 1958 : Les Desperados de la sierra (El último rebelde) de Miguel Contreras Torres
- 1959 : Bagarre au-dessus de l'Atlantique (Jet Over the Atlantic) de Byron Haskin
- 1959 : Yo pecador (en) d'Alfonso Corona Blake
- 1960 : Neutrón, el enmascarado negro de Federico Curiel
- 1963 : Cléopâtre (Cleopatra) de Joseph L. Mankiewicz
- 1964 : Billy le Kid (Fuera de la ley) de León Klimovsky
- 1964 : Les Pistoleros (it) (La tumba del pistolero) d'Amando de Ossorio
- 1965 : La Chute des Mohicans (Uncas, el fin de una raza) de Mateo Cano
- 1967 : Sigma Trois, agent spécial (Agente Sigma Tre missione Goldwather) de Gian Paolo Callegari
- 1967 : Custer, l'homme de l'Ouest (Custer of the West) de Robert Siodmak
- 1967 : Joe Navidad (de) (The Christmas Kid) de Sidney W. Pink
- 1968 : Les Yeux verts du diable (Necronomicon - Geträumte Sünden) de Jesús Franco
- 1968 : Due occhi per uccidere de Renato Borraccetti (it)
- 1970 : Les Inassouvies (Philosophy in the Boudoir) de Jesús Franco
- 1970 : Les Nuits de Dracula (Nachts, wenn Dracula erwacht) de Jesús Franco
- 1970 : Les Cauchemars naissent la nuit de Jesús Franco
- 1970 : Le Labyrinthe du sexe de Jesús Franco
- 1971 : Dr. M schlägt zu de Jesús Franco
- 1973 : Tendre et perverse Emanuelle de Jesús Franco
- 1973 : Les Nuits d'amour des sorcières (La noche de los brujos) d'Amando de Ossorio
- 1974 : La Comtesse noire de Jesús Franco
- 1974 : La Maison des filles perdues de Pierre Chevalier
- 1974 : Le Monde des morts-vivants (El buque maldito) d'Amando de Ossorio
- 1975 : Les Adorateurs de Satan (Exorcismo) de Juan Bosch Palau
- 1975 : Les Adolescentes (Las adolescentes) de Pedro Masó
- 1976 : Le Continent fantastique (Viaje al centro de la Tierra) de Juan Piquer Simón
- 1978 : Nathalie dans l'enfer nazi d'Alain Payet
- 1977 : Deux sœurs vicieuses (Die teuflischen Schwestern) de Jesús Franco
- 1977 : Cri d'amour de la déesse blonde (Der Ruf der blonden Göttin) de Jesús Franco
- 1978 : Énigme rouge (Enigma rosso ) d'Alberto Negrin
- 1981 : Filles perdues (El oasis de las chicas perdidas) de José Jara (es)
- 1982 : Conan le Barbare (Conan the Barbarian) de John Milius
- 1982 : Le Sadique à la tronçonneuse (Mil gritos tiene la noche) de Juan Piquer Simón
- 1984 : Un été d'enfer de Michaël Schock
- 1985 : Commando Mengele d'Andrea Bianchi et Jesús Franco
- 1989 : Le Retour des Mousquetaires (The Return of the Musketeers) de Richard Lester
- 1992 : 1492 : Christophe Colomb (1492: Conquest of Paradise) de Ridley Scott
- 1995 : Trinità e Bambino... e adesso tocca a noi d'Enzo Barboni
- 1999 : La Neuvième Porte (The Ninth Gate) de Roman Polanski
- 2006 : Les Fantômes de Goya (Goya's Ghosts) de Miloš Forman